# Onderscheidingsteken voor Langdurige, Eerlijke en Trouwe Dienst bij de Zeemacht
Het Onderscheidingsteken voor langdurige, eerlijke en trouwe dienst bij de Zeemacht voor militairen, beneden de rang van officier, dienende bij de Koninklijke Marine werd in  1845 door Willem II der Nederlanden bij Koninklijk Besluit ingesteld.
Het Koninklijk Besluit van 5 januari 1845, No. 61 bepaalde dat de medaille zou worden uitgereikt aan "militairen beneden de rang van officier dienende bij de Nederlandse Koninklijke Marine". Op de voorzijde draagt de medaille een sierlijke “W” voor Willem II onder een wapenmantel met paviljoen en beugelkroon terwijl de keerzijde van de medaille het oude Rijkswapen, zoals gebruikt tot 1905, toont. Het wapen rust op twee onttakelde ankers en daaromheen staat het rondschrift “VOOR TROUWEN DIENST” en “KONINKLIJKE MARINE”.
De ronde medaille is 37 millimeter breed en werd uitgereikt in brons voor 12 jaar dienst en in zilver voor 24 jaar dienst.
De Medaille onder Koning Willem III
Bij Koninklijk Besluit No. 67 op 13 april 1859 werd door Koning Willem III der Nederlanden een Gouden Medaille voor 36 Jaar Trouwe Dienst, met een diameter van slechts 27 millimeter en in hetzelfde KB ook een Gouden Medaille voor 50 Jaar Trouwe Dienst, met een diameter van 37 millimeter ingesteld.
De Medaille onder Koningin Wilhelmina
De Medailles kregen tijdens de regering van Koningin Wilhelmina der Nederlanden in 1928 allen dezelfde diameter van 37 millimeter. De Medaille voor 50 Jaar trouwe dienst kwam te vervallen.
De Medaille onder Koningin Juliana
Bij Koninklijk Besluit van Koningin Juliana der Nederlanden van 25 januari 1951 werd het ontwerp gewijzigd. De W die ook in de regeringsperiode van haar moeder Koningin Wilhelmina toepasselijk was geweest werd vervangen door een  “J”.
De Medaille onder Koningin Beatrix
Koningin Beatrix der Nederlanden heeft het Koninklijk Besluit van 25 Januari 1951 herroepen in een KB van 20 mei 1983.

## De medailles
Het lint is oranje en daarmee gelijk aan dat van de onderofficieren en manschappen van de Koninklijke Landmacht. Vroeger werd de medaille niet als baton maar steeds als modelversiersel of als miniatuur aan een verkleind lint gedragen maar daarin is verandering gekomen. Men zag onderofficieren dan ook vaak met een miniatuur op hun dagelijks tenue. Er is geen knoopsgatversiering.
In de loop der jaren zijn meerdere stempels gebruikt en de tekst is aangepast aan de moderne spelling. In de jaren 1825-1851 en 1928-1951 was het omschrift "VOOR TROUWEN DIENST" de archaïsche "N" van de vierde naamval is in 1951 komen te vervallen. Het randschrift luidt nu “VOOR TROUWE DIENST” 
Op het baton worden kleine bronzen, zilveren en gouden miniaturen van de voorzijde van de Medaille aangebracht.